# Разлив (село, Болгария)
Разлив (болг. Разлив) — село в Болгарии. Находится в Софийской области, входит в общину Правец. Население составляет 688 человек (2022).

## Политическая ситуация
В местном кметстве Разлив, в состав которого входит Разлив, должность кмета (старосты) исполняет Цено Василев Иванов (Граждане за европейское развитие Болгарии (ГЕРБ)) по результатам выборов 2007 года правления кметства.
Кмет (мэр) общины Правец — Красимир Василев Живков по результатам выборов 2007 года в правление общины.